# Taron Egerton
Taron Egerton est un acteur britannique, né le 10 novembre 1989 à Birkenhead (Angleterre),.
Il est principalement connu pour son rôle d'Eggsy dans la saga Kingsman et pour avoir incarné Elton John dans Rocketman.

## Biographie

### Jeunesse et formations
Taron David Egerton naît à Birkenhead, en Angleterre, d'un père propriétaire d'une chambre d'hôtes et d'une mère qui travaille dans les services sociaux. Sa grand-mère est d'origine galloise. Son prénom est une variante de "Taran", qui signifie "Tonnerre" en gallois.
Il passe une partie de son enfance dans le Wirral, avant que sa famille ne déménage sur l'île d'Anglesey, puis à Aberystwyth au Pays de Galles, quand il a douze ans.
Bien que né en Angleterre, il se considère comme complètement gallois ; il parle avec l'accent gallois et sait parler la langue galloise,,.
Il entre à l'Ysgol Penglais School, étudie également à la Royal Academy of Dramatic Art et obtient le baccalauréat universitaire ès lettres en 2012. Formé à la musique et à la danse, il est également spécialisé dans les scènes de combat. Ses intérêts comprennent la littérature et les voyages.

### Carrière
Taron Egerton débute à la télévision, en 2013, avec le rôle de Liam Jay dans la série britannique Inspecteur Lewis. Plus tard, il rejoint le casting de la série The Smoke sur Sky1. Le 25 juillet, Variety annonce que le réalisateur Matthew Vaughn a confié à Taron Egerton le rôle de Gary 'Eggsy' Unwin, le protégé du personnage interprété par Colin Firth pour le film Kingsman : Services secrets.

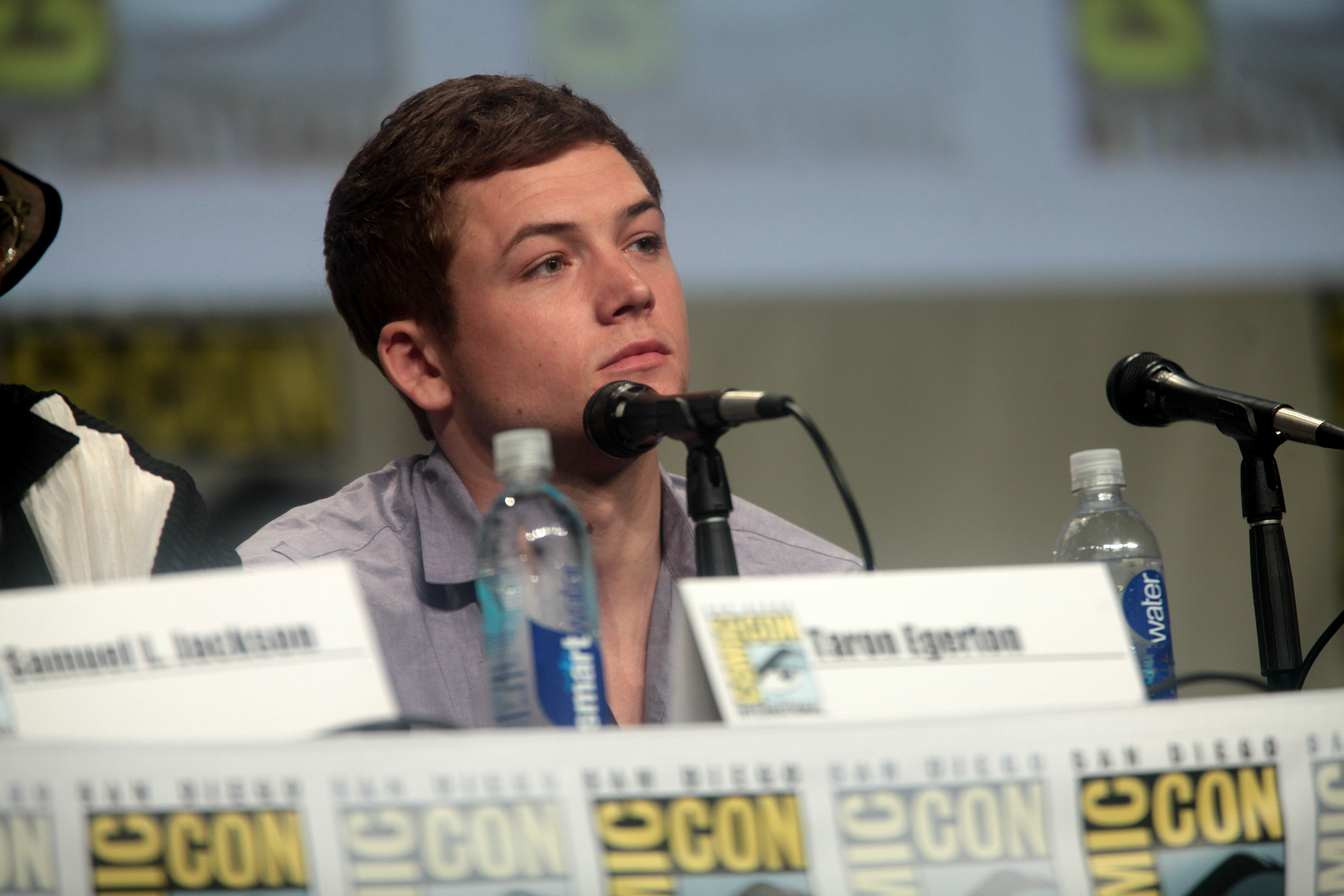
Taron Egerton au San Diego Comic-Con, en 2014, pour la promotion de Kingsman : Services secrets.

Le 13 février 2014, il rejoint l'équipe du film Mémoires de jeunesse, basé sur la vie de Vera Brittain, avec comme acteurs principaux Alicia Vikander et Kit Harington.
En 2016, il tourne un nouveau film intitulé Billionaire Boys Club, au côté d'Ansel Elgort et chante entre autres I'm still standing dans Tous en scène en prenant le personnage de Johnny.
Le magazine GQ le cite dans sa liste des cinquante hommes britanniques les mieux habillés en 2015 et en 2016.

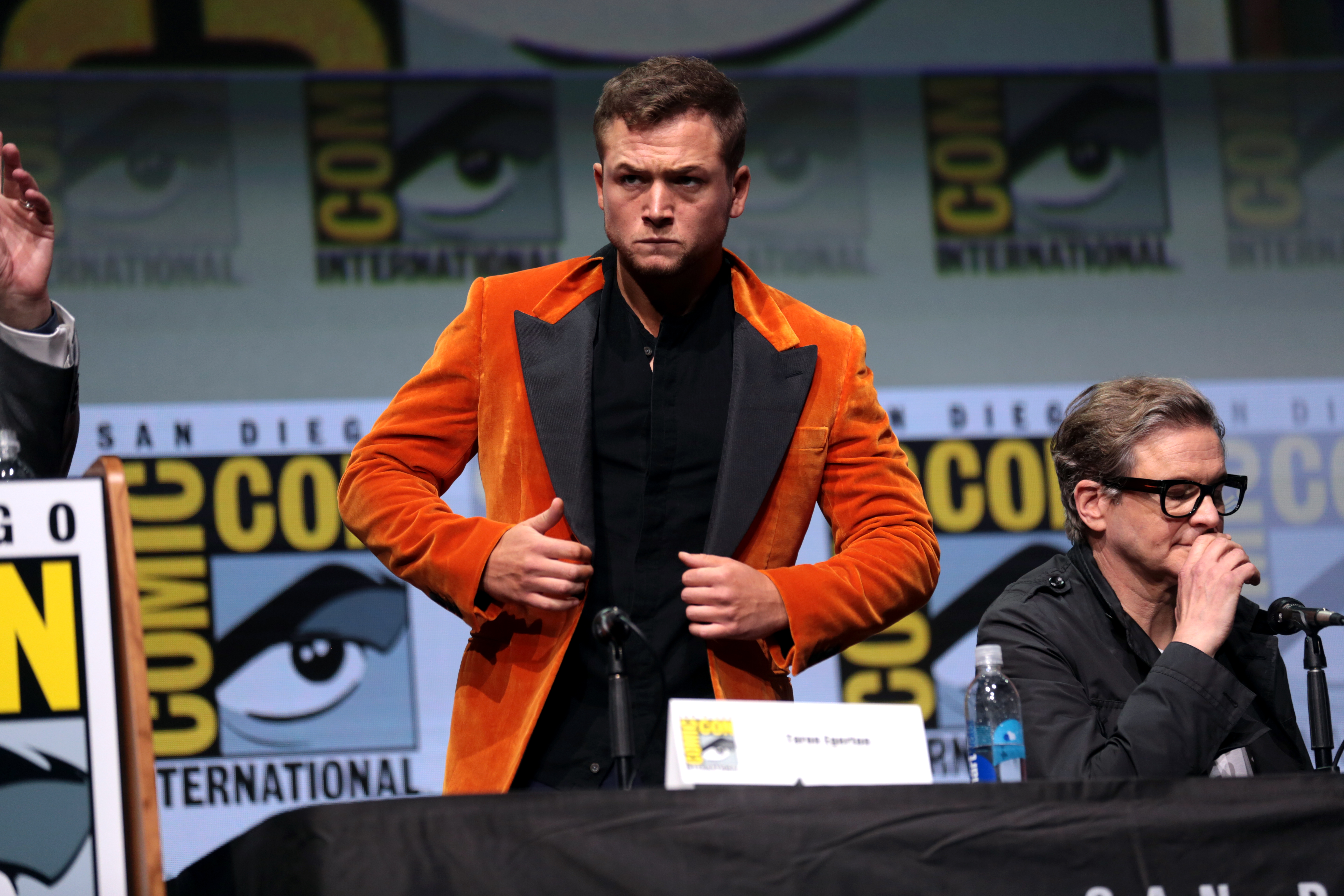
Taron Egerton au San Diego Comic-Con, en 2017, pour Kingsman : Le Cercle d'or.

En 2018, il obtient le rôle principal du film Robin des Bois. Avant le début du tournage, il s'est entraîné au maniement de l'arc avec l'archer Lars Andersen, célèbre pour ses tirs associés à des cascades. C'est ainsi que l'acteur a été capable de tirer deux flèches en moins d'une seconde.
En 2019, il interprète le musicien anglais Elton John dans le film biographique Rocketman. Encensé par la critique, il reçoit le Golden Globe du meilleur acteur dans un film musical ou une comédie. En juin 2019, il chante Your Song, en duo avec Elton John, à l'occasion de la tournée du chanteur Farewell Yellow Brick Tour.
En juillet 2020, on apprend qu'il est engagé pour le rôle du développeur de jeux vidéo Henk Rogers dans le film biographique Tetris de Jon S. Baird. Le film, à défaut d'une sortie cinéma est sorti dans le monde directement en VOD sur la plateforme Apple TV+ en mars 2023.
Fin juillet 2022, il est annoncé dans le rôle principal d'Ethan Kopek pour le film d'action Carry-On de Jaume Collet-Serra, exclusivement diffusé, en décembre 2024, sur Netflix,.

## Théâtre
- 2012 : The Last of the Haussmans, Royal National Theatre : Danny

## Filmographie

### Cinéma

#### Longs métrages
- 2014 : Mémoires de jeunesse (Testament of Youth) de James Kent : Edward Brittain
- 2015 : Kingsman : Services secrets (Kingsman: The Secret Service) de Matthew Vaughn : Gary Unwin dit « Eggsy »
- 2015 : Legend de Brian Helgeland : Edward Smith dit « Mad Teddy »
- 2016 : Eddie the Eagle de Dexter Fletcher : Eddie Edwards dit « The Eagle »
- 2017 : Kingsman : Le Cercle d'or (Kingsman: The Golden Circle) de Matthew Vaughn : Gary « Eggsy » Unwin, alias « Galahad »
- 2018 : Billionaire Boys Club de James Cox : Dean Karny
- 2018 : Robin des Bois (Robin Hood) d’Otto Bathurst : Robin des Bois
- 2019 : Rocketman de Dexter Fletcher : Elton John
- 2023 : Tetris de Jon S. Baird : Henk Rogers
- 2024 : Carry-On de Jaume Collet-Serra : Ethan Kopek

#### Films d'animation
- 2016 : Tous en scène (Sing) de Garth Jennings : Johnny
- 2021 : Tous en scène 2 (Sing 2) de Garth Jennings : Johnny

#### Courts métrages
- 2012 : Pop d'Edward Hicks : Andy
- 2013 : Hereafter de Johnny Kenton : Tamburlaine
- 2017 : Love at First Sight de Benjamin Le Ster et Matthew Nealson : Johnny (voix)

### Télévision

#### Séries télévisées
- 2014 : Inspecteur Lewis : Liam Jay (2 épisodes)
- 2014 : The Smoke : Dennis Severs dit « Asbo » (8 épisodes)
- 2019 : Dark Crystal : Le Temps de la résistance de Louis Leterrier : Rian (voix)
- 2022 : Black Bird : Jimmy Keene
- 2025 : Smoke : Dave Gudsen (également producteur délégué)

#### Séries d'animation
- 2019-2020 : Moominvalley : Moomintrolly (26 épisodes)

### Clips vidéo
- 2015 : The Breach de Lazy Habits

## Distinctions
| Année | Cérémonie          | Catégorie                                           | Film            | Résultat   |
| ----- | ------------------ | --------------------------------------------------- | --------------- | ---------- |
| 2016  | Teen Choice Awards | Meilleur acteur dans un film dramatique             | Eddie the Eagle | Nomination |
| 2020  | Golden Globes      | Meilleur acteur dans un film musical ou une comédie | Rocketman       | Oui        |
| 2020  | BAFTA              | Meilleur acteur                                     | Rocketman       | Nomination |

## Voix francophones
En version française, Taron Egerton est notamment doublé par François Deblock dans la franchise Kingsman, Eddie the Eagle, Robin des Bois, la série Black Bird, Tetris et Carry-On.
Il est également doublé par Adrien Larmande dans Legend, Arthur Dupont dans Rocketman et Cédric Dumond dans la mini-série Smoke.